# Талас (річка)
Талас (каз. Талас, «боротьба») — річка, що протікає територією Киргизії і Казахстану. Довжина 661 км. Утворюється від злиття річок Каракол та Уч-Кошой, що беруть свій початок в льодовиках Таласького хребта Киргизстану. На своєму шляху річка Талас приймає багато приток, з яких найбільш повноводні: Урмарал, Кара-Буур, Кумуштак, Калба, Беш-Таш.
У нижній течії річка губиться в пісках Муюн-Кум.
На лівому березі річки розташований адміністративний центр Таласької області Киргизстану Талас, а нижче за течією — адміністративний центр Жамбильської області Казахстану Тараз.
На річці знаходяться Таласький, Темірбекський, Жеімбетський і Уюкський гідровузли.
У 751 поблизу сучасного Тараза відбулася Таласька битва, в якій кіннота Аббасидського халіфату вщент розбила армію Танського Китаю. Вирішальну роль в битві зіграв раптовий перехід карлукських найманців на бік арабів і удар в тил китайцям. У результаті цієї історичної перемоги над китайцями араби принесли мусульманську віру в тюркські степи, а Карлуки утворили Карлуцьке ханство на цих землях.